# Lista de comunidades em Alberta
Comunidades da Província de Alberta, Canadá são  incorporadas como vilas, cidades e aldeias ou sem personalidade jurídica hamlets (aldeias).
| Cidade            | Área (km2) | População (2007) | Densidade (/km2) | Observações                                                     |
| ----------------- | ---------- | ---------------- | ---------------- | --------------------------------------------------------------- |
| Airdrie           | 21.48      | 31,512           | 1467.03          | Part of Região Metropolitana de Calgary (M.D. of Rocky View)    |
| Brooks            | 17.46      | 13,518           | 774.22           | Newell County                                                   |
| Calgary           | 701.79     | 1,019,942        | 1453.34          | Maiores cidade em Alberta                                       |
| Camrose           | 25.85      | 15,850           | 613.15           |                                                                 |
| Cold Lake         | 59.30      | 12,860           | 216.86           | Distrito Lakeland                                               |
| Edmonton          | 683.88     | 752,412          | 1067.98          | Capital da Alberta                                              |
| Fort Saskatchewan | 45.30      | 16,146           | 356.42           | Part of Edmonton Capital Region (Sturgeon County)               |
| Grande Prairie    | 60.42      | 50,227           | 831.29           |                                                                 |
| Leduc             | 36.97      | 16,967           | 458.93           | Part of Edmonton Capital Region (Leduc County)                  |
| Lethbridge        | 121.83     | 81,692           | 670.54           |                                                                 |
| Lloydminster      | 24.19      | 16,786           | 693.92           | City stretches into Saskatchewan, numbers for Alberta side only |
| Medicine Hat      | 111.99     | 56,997           | 508.94           | Cypress County                                                  |
| Red Deer          | 60.90      | 85,705           | 1407.30          | Red Deer County                                                 |
| Spruce Grove      | 26.40      | 21,500           | 738.48           | Part of Edmonton Capital Region                                 |
| St. Albert        | 34.61      | 57,719           | 1667.69          | Part of Edmonton Capital Region (Sturgeon County)               |
| Wetaskiwin        | 15.83      | 11,673           | 737.39           | Condado de Wetaskiwin                                           |

## Vilas

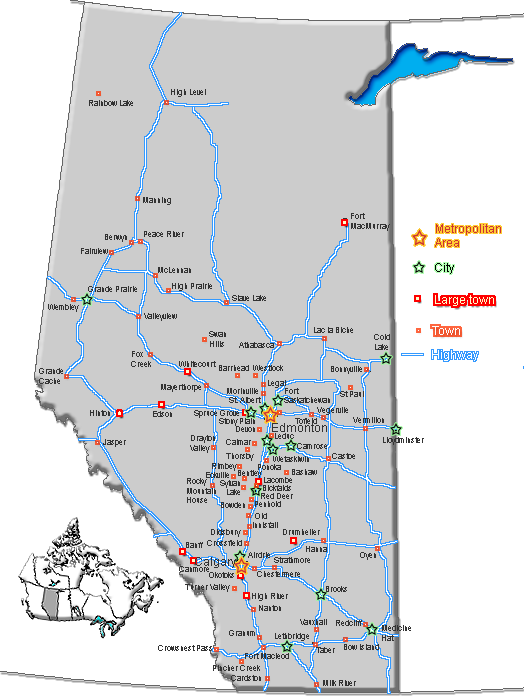
Distribuição de vilas e cidades em Alberta.

Alberta tem um total de 111 vilas, com uma população total de 406.108 em 2005.